# غوستافو سابا
غوستافو سابا (بالإسبانية: Gustavo Saba)‏ مواليد 24 يوليو 1979، هو سائق راليات باراغواياني. بدأ مسيرته في سنة 2012. كان أول رالي له هو رالي الأرجنتين 2012. تنافس في بطولة العالم للراليات.

## روابط خارجية
- غوستافو سابا على موقع eWRC-results.com (الإنجليزية)